# Pernem
Pernem è una città dell'India di 5.285 abitanti, situata nel distretto di Goa Nord, nello territorio federato di Goa. In base al numero di abitanti la città rientra nella classe V (da 5.000 a 9.999 persone).

## Geografia fisica
La città è situata a 15° 43' 0 N e 73° 47' 60 E e ha un'altitudine di 46 m s.l.m..

## Società

### Evoluzione demografica
Al censimento del 2001 la popolazione di Pernem assommava a 5.285 persone, delle quali 2.745 maschi e 2.540 femmine. I bambini di età inferiore o uguale ai sei anni assommavano a 509, dei quali 260 maschi e 249 femmine. Infine, coloro che erano in grado di saper almeno leggere e scrivere erano 3.930, dei quali 2.158 maschi e 1.772 femmine.